# Zagrepčanka
Zagrepčanka je poslovni neboder smješten u Zagrebu na adresi Savska 41, na križanju Savske ceste i Ulice grada Vukovara.

## Povijest
Gradili su ju prema projektu Slavka Jelineka i Berislava Vinkovića od 1970. do 1976. godine poduzeća Vranica iz Sarajeva i hrvatski Monter iz Zagreba. Otvorena je 23. prosinca 1976. godine. Tad je bila najveća i najmodernija poslovna zgrada u Hrvatskoj i cijeloj bivšoj SFRJ. U Hrvatskoj je bila najviša zgrada do 2006. godine, kad ju je nadvisio 97-metarski Eurotower u Zagrebu.

## Tehnički podatci
Četvrti je neboder po visini u Republici Hrvatskoj.
Visoka je 94,6 m; iznad zemlje su prizemlje i 26 katova.
Na krovu se nalazi radio jarbol čiji je vrh 109 metara iznad zemlje.
Ispod zemlje se nalazi nekoliko katova podruma koji služe za parkiranje.
Dio je kompleksa koji se još sastoji od nižeg poslovnog objekta visine 3 kata, umjetničke instalacije i fontane. U neboderu se nalazi i mozaik hrvatskoga slikara Ede Murtića.
Neboder se sastoji od 3 dijela: središnji (najviši) doseže 26. kat, drugi po visini (zapadni) 21. kat, a treći (istočni) ide do 19. kata. Središnji je dio najviši i visine je 95 metara i 26 katova. Zapadni dio je pet katova niži, dok se istočni prostire na 19 katova. 
Fasada je izvedena u bijelom mramoru i reflektivnom staklu, od čega su fiksni prozori od svijetlo zelenog, a podne grede tamno zelenog stakla.
Na 25. i 26. katu se nalaze 23 trobridne prizmaste izbočine.
Središnje krilo nebodera na svakoj ploštini ima 24 nosive grede, a bočna krila 23. Bočna su krila hiperbolično zakrivljena po horizontali, i to svako krilo u svojem smjeru.
Površina nebodera je oko 50 000 m².

## Povijest
Neboder je izgrađen 1976. godine, po projektu arhitekata Slavka Jelineka i Berislava Vinkovića. Inspiriran je neboderom Thyssenhaus.
Desetak godina nakon dovršetka, s nebodera su počele otpadati debele mramorne ploče, od kojih su neke završavale i izvan travnjaka koji dira neboder na nekoliko mjesta. Zbog opasnosti, u zgradu se od onda ulazilo kroz tunel od dasaka i čelika.
Renoviranje je počelo u 21. stoljeću, i za sada je gotova samo najeksponiranija, zapadna strana, a tunel na istočnoj strani je i dalje u uporabi.
Sve do 2006. godine, Zagrepčanka je bila najviši neboder u Republici Hrvatskoj, kada ju je nadvisio Eurotower sa svojih 97 m.
Zagrepčanka i dalje drži rekord za ured na najvišem katu (Eurotower ju nadvisuje samo strojarnicom i ukrasnim vršnim staklom) i za najveći broj poslovnih katova.

## Zagrepčanka 512
U povodu mjeseca borbe protiv ovisnosti Društvo športske rekreacije "Aktivan život" organiziralo je u Zagrepčanki 15. prosinca 2012. prvu hrvatsku utrku stubama pod nazivom "Zagrepčanka 512".  "Staza" je duga 512 stuba, po jedan natjecatelj starta svakih 30 sekunda, a u utrci može sudjelovati 250 sudionika.

## Galerija
- Zapadno krilo
- Zagrepčanka s obližnjeg parkirališta
- Oštećenje na istočnom krilu
- Pogled s Richterovih nebodera, u daljini Cibonin toranj, HOTO business tower, Westin
- Pogled sa sjevernog dijela stanice "Zagrepčanka"

## Vanjske poveznice
- Zagrepcanka - Poslovni objekti — Službene stranice